# Географија Грузије
У географији Грузије описују се географске карактеристике Грузије, земља у Кавказском региону. Налази на раскрсници Западне Азије и источне Европе, граничи се на западу Црног мора, на северу са Русијом, на југу са Турском и Јерменијом, а на истоку-са Азербејџаном. Грузија има површину од 69.700 km².

## Локација
Грузија се налази у планинама Јужног Кавказа региона Евроазија, који се налази у Западној Азији и источној Европи између Црног мора и Каспијског мора. Грузија северне границе са Русијом око иде дуж гребена Великог Кавказног гребена – обично се сматра да граница између Европе и Азије. 
Близина Грузије на највећем делу Европе, у комбинацији са различитим културним и политичким факторима, водио све до интеграције Грузије у Европу. Неки извори стави земљу у овој области; , а такође, Грузија приступила Европској организацији, као што су Савет Европе, и тражи чланство у НАТО-у и улазак у Европску унију.
Грузија се налази на истој паралели, као што су Напуљ, Мадрид, Истанбул, Њујорк, Чикаго, Лондон, Торонто (Канада), Омахи (САД), Eureka (САД), Одате (Јапан), Шенјанг (Кина) и Тирана.

## Топографија
Без обзира на своју малу област, Грузија има једну од најразноврснијих топографија бивших совјетских република. Грузија се налази углавном у планинама Кавказа, и њена северна граница делимично одређује Велики Кавкаски венац.  Због своје висине  слабо развијена саобраћајна инфраструктура, мноштво планинских села практично изоловани од спољног света током зиме. Земљотреси и клизишта у планинским областима представља значајну претњу по живот и имовину. 

## Клима
Клима у Грузији је углавном суптропска и континентална.